# Stepán Spandarián
Stepán Surenovich Spandarián, en Ruso:Степан Суренович Спандарян (Moscú, 2 de abril de 1906 - Moscú, 1987) fue un jugador y entrenador de baloncesto soviético. Consiguió 7 medallas en competiciones internacionales con la Unión Soviética, país del que fue seleccionador durante trece años (1947-1960).